# Dortmunder Autobahnring
Der Dortmunder Autobahnring ist ein Autobahnring um Dortmund.

## Autobahnen
Der Dortmunder Autobahnring besteht im Uhrzeigersinn aus den einen Großteil der Stadt Dortmund sowie Teile der Städte Kamen, Unna, Holzwickede und Schwerte ringförmig umgebenden Autobahn-Abschnitten der A 2, der A 1 und der A 45 zwischen dem Kreuz Dortmund-Nordwest, dem Kamener Kreuz und dem Westhofener Kreuz. Der 72,4 km lange Ring ist zentraler Übergangspunkt zwischen diesen drei hochfrequentierten Autobahnen und hat daher neben den lokalen Verkehrsströmen zugleich den so zugeführten Fernverkehr zu bewältigen. Er zählt somit zu den höchstbelasteten und stauanfälligsten Autobahnabschnitten in Deutschland.
Der Dortmunder Ring kreuzt die A 44 am Autobahnkreuz Dortmund/Unna, die A 40 am Kreuz Dortmund-West, die A 42 am Autobahnkreuz Castrop-Rauxel-Ost und die A 448 am Autobahnkreuz Dortmund/Witten.

## Heutiger Zustand
Die Verkehrsbelastung auf dem Dortmunder Autobahnring hat seit den 1970er Jahren kontinuierlich zugenommen. Baulich vorgesehene Erweiterungen auf sechs Fahrstreifen wurden fast überall umgesetzt.
Das Kamener Kreuz wurde bis 2009 grundlegend umgebaut. Dabei wurde die bisherige Kleeblatt-Form entflochten.